# Tenextepec, Cuetzalan del Progreso
Tenextepec är en ort i Mexiko.   Den ligger i kommunen Cuetzalan del Progreso och delstaten Puebla, i den sydöstra delen av landet, 170 km öster om huvudstaden Mexico City. Tenextepec ligger 1 282 meter över havet och antalet invånare är 398.
Terrängen runt Tenextepec är huvudsakligen kuperad, men åt sydost är den bergig. Runt Tenextepec är det ganska glesbefolkat, med 43 invånare per kvadratkilometer. Närmaste större samhälle är Olintla, 17,4 km nordväst om Tenextepec. I omgivningarna runt Tenextepec växer huvudsakligen savannskog.